# Adesmus simile
Adesmus simile es una especie de escarabajo longicornio del género Adesmus, categorizada en la tribu Hemilophini, de la subfamilia Lamiinae. Fue descrita por Galileo & Martins en 2013.

## Descripción
Mide 6,7-7,3 mm de longitud.

## Distribución
Se distribuye por América del Sur: Ecuador.